# تشيس بودينجير
تشيس بودينجير (بالإنجليزية: Chase Budinger)‏ مواليد 22 مايو 1988 في إنسينيتاس، هو لاعب كرة سلة أمريكي بدأ مسيرته الاحترافية في سنة 2009 حيث تم اختياره من قبل فريق ديترويت بيستونز خلال الدرافت، يلعب مع فريق فينيكس صنز في الرابطة الوطنية لكرة السلة ويحمل الرقم 10. يبلغ طوله 6 قدم 7 بوصة (2.0 م).

## فرق لعب لها
- هيوستن روكتس
- مينيسيوتا تيمبر وولفز
- إنديانا بايسرز
- فينيكس صنز

## إحصائيات المسيرة

### الموسم الاعتيادي
| السنة   | الفريق                | لعب | بدأ | دقيقة | ميداني% | ثلاثية | حرة  | ارتداد | صنع | استلاب | تصدي | نقطة |
| ------- | --------------------- | --- | --- | ----- | ------- | ------ | ---- | ------ | --- | ------ | ---- | ---- |
| 2009–10 | هيوستن روكتس          | 74  | 4   | 20.1  | .441    | .369   | .770 | 3.0    | 1.2 | .5     | .2   | 8.9  |
| 2010–11 | هيوستن روكتس          | 78  | 22  | 22.3  | .425    | .325   | .855 | 3.6    | 1.6 | .5     | .2   | 9.8  |
| 2011–12 | هيوستن روكتس          | 58  | 9   | 22.4  | .442    | .402   | .771 | 3.7    | 1.3 | .5     | .1   | 9.6  |
| 2012–13 | مينيسيوتا تيمبر وولفز | 23  | 1   | 22.1  | .414    | .321   | .762 | 3.1    | 1.1 | .6     | .3   | 9.4  |
| 2013–14 | مينيسيوتا تيمبر وولفز | 41  | 8   | 18.3  | .394    | .350   | .821 | 2.5    | .8  | .5     | .0   | 6.7  |
| 2014–15 | مينيسيوتا تيمبر وولفز | 67  | 4   | 19.2  | .433    | .364   | .827 | 3.0    | 1.0 | .7     | .1   | 6.8  |
| 2015–16 | إنديانا بايسرز        | 49  | 2   | 14.9  | .418    | .290   | .708 | 2.5    | 1.0 | .6     | .2   | 4.4  |
| المسيرة | المسيرة               | 390 | 50  | 20.0  | .428    | .354   | .800 | 3.1    | 1.2 | .5     | .2   | 8.1  |

## روابط خارجية
- تشيس بودينجير على موقع الدوري الأوروبي لكرة السلة (الإنجليزية)
- تشيس بودينجير على موقع إن بي أي (الإنجليزية)
- تشيس بودينجير على موقع سبورتس رفرنس (الإنجليزية)
- تشيس بودينجير على موقع الدوري الإسباني لكرة السلة (الإسبانية)
- تشيس بودينجير على موقع كرة السلة الأوروبية.كوم (الإنجليزية)
- تشيس بودينجير على موقع إي إس بي إن.كوم (الإنجليزية)
- تشيس بودينجير على موقع كلية كرة السلة في سبورتس رفرنس.كوم (الإنجليزية)
- تشيس بودينجير على موقع ريلجم (الإنجليزية)
- تشيس بودينجير على موقع بروبوليرز (الإنجليزية)
- تشيس بودينجير على موقع سبورتس رفرنس (الإنجليزية)